# Северин, Моисей Михайлович
Моисей Михайлович Северин (3 сентября 1908 — 2 марта 1945) — стрелок 465-го стрелкового полка 167-й Краснознаменной Сумско-Киевской стрелковой дивизии 38-й армии 1-го Украинского фронта, красноармеец. Герой Советского Союза.

## Биография
Родился 3 сентября 1908 года в селе Басовка ныне Роменского района Сумской области Украины. Украинец. Окончил два класса начальной школы.
В 1938—1940 годах проходил военную службу в рядах РККА. Участник освободительного похода советских войск в Западную Украину 1939 года. Вернувшись из армии, работал лесником.
Повторно призван в Красную Армию в 1941 году. Участник Великой Отечественной войны с июля 1941 года. Летом 1941 года попал в плен под Миргородом. В течение семи месяцев находился в концентрационном лагере в окрестностях Хорола. Был отправлен на каторжные работы в Германию. На станции Шепетовка потерял сознание от голода. Его сочли умершим и выкинули из вагона. В течение двух лет проживал у путевого рабочего. Летом 1943 года возвратился в родное село, при освобождении которого советскими войсками был призван в 167-ю стрелковую дивизию.
В ноябре 1943 года участвовал в сражениях за Киев. Во время одного из сражений подорвал два вражеских танка. Указом Президиума Верховного Совета СССР «О присвоении звания Героя Советского Союза генералам, офицерскому, сержантскому и рядовому составу Красной Армии» от 10 января 1944 года за «образцовое выполнение боевых заданий командования на фронте борьбы с немецко-фашистскими захватчиками и проявленные при этом отвагу и геройство» удостоен звания Героя Советского Союза с вручением ордена Ленина и медали «Золотая Звезда».
В начале 1944 года получил ранение. После излечения обучался на четырёхмесячных курсах младших командиров. Потом воевал в составе 342-го стрелкового полка 136-й стрелковой дивизии.  Принимал участие в боях за освобождение Варшавы, на территории Германии.
Погиб смертью храбрых 2 марта 1945 года в ходе Восточно-Померанской операции. Похоронен в селе Петшиково (Pietrzykowo), гмина Кочала, Члухувский повят, Поморское воеводство, Польша.

## Награды
Награждён орденом Ленина.

## Память
В селе Гаи Роменского района на памятном знаке погибшим односельчанам установлен барельеф М. М. Северина. Пионерский отряд школы села Басовка долгое время носил имя Героя. О подвиге М. М. Северина рассказывают материалы, собранные в Сумском краеведческом музее и в школьном уголке боевой славы.